# Tumor glômico
Tumor glômico é uma neoplasia benigna geralmente encontrada embaixo da unha, nos dedos da mão ou nos dedos do pé. Representam menos de 2% de todos os tumores de tecidos moles. A maioria dos tumores glômicos são benignos, mas eles também podem ter características malignas.
Histologicamente, tumores glômicos possuem uma arteríola, uma anastomose e uma vênula. Tumores glômicos são células de músculo liso modificadas que controlam a função de termorregulação da derme. Essas lesões não deve ser confundido com paragangliomas, que já foram equivocadamente chamados de tumores do glômicos. Tumores glômicos não surgem a partir de células glômicas, mas os paragangliomas sim.

## Apresentação
Tumores glômicos são geralmente solitários, sólidos e pequenos. A grande maioria são encontrados na porção distal extremidades, particularmente em mãos, pulsos, pés, e sob as unhas. Muitas vezes são dolorosos. Essa dor pode ser desencadeada quando a lesão é exposta a água fria. Estes tumores tendem a ter uma coloração azulada, mas uma aparência esbranquiçada também pode ser observada.
Em casos raros, esses tumores podem aparecer em outras áreas do corpo, tais como o antro gástrico ou a glande do pênis. O tratamento é essencialmente o mesmo.
Transformação maligna a um glomangiosarcoma, são extremamente raras e, geralmente apenas invadem localmente. No entanto, as metástases, quando ocorrem  geralmente são fatais.

## Tratamento
Excisão cirúrgica é o método preferencial de tratamento para tumores benignos.